# Gautier de Costes de La Calprenède
Pour les articles homonymes, voir Costes.
Gautier de Costes, sieur de La Calprenède, de Toulgou et de Vatimény (communément appelé La Calprenède), né au château de Toulgou à Salignac en 1609 et mort au Grand Andely en octobre 1663, est un romancier et dramaturge français.

## Biographie
Fils de Pierre de Costes et de Catherine du Verdier de Genouillac, La Calprenède, après des études de magistrature à Toulouse, monte en 1632 à Paris, entre comme cadet au régiment des gardes, où il devient officier. À peine arrivé dans la capitale, La Calprenède se livre à son goût pour la littérature, et publie une série de romans et de pièces de théâtre dont fort peu ont survécu.
Ses saillies gasconnes, la gaieté de son humeur et sa manière piquante de raconter, acquièrent bientôt une certaine réputation à La Calprenède, dont Titon du Tillet raconte qu’ayant composé un roman intitulé : Sylvandre, il le vend et de l’argent qu’il touche, se fait habiller d’une manière bizarre, et lorsqu’on lui demandait de quelle étoffe il était vêtu, il répondait : « C’est du Sylvandre. » Le père Niceron a contesté cette anecdote, mais il a confirmé que lorsque le cadet gascon était de service au château, il débitait et contait des histoires si amusantes que les dames de la cour et même les femmes de la reine négligeaient leur service pour l’écouter. Un jour, la reine Anne d’Autriche « se plaignant à ses femmes de ce qu’elles ne se rendaient pas exactement à leur devoir, elles répondirent à Sa Majesté qu’il y avait un jeune homme, dans la première salle de ses appartements, qui contait les histoires du monde les plus amusantes, et qu’on ne pouvait s’empêcher de l’écouter, ce qui donna curiosité à la reine de le voir et de l’entendre ; elle en fut si satisfaite qu’elle lui donna une pension. »
En faveur auprès de la reine, La Calprenède ne tarde pas à l’être auprès du roi, qui, en 1650, l’admet au nombre des gentilshommes ordinaires de sa chambre. La Calprenède fait un mariage d’amour. Il épouse, le 6 décembre 1648, une jeune veuve, la précieuse Madeleine de Lyée, dame de Saint-Jean-de-Livet et du Coudray, veuve en premières noces de Jean de Vieux-Pont, seigneur de Compant, et en secondes noces d’Arnoul de Drague, seigneur de Vaulard et de Château-Vert. Elle était folle de ses romans et, ayant quelque fortune, vint lui dire qu’elle était prête à l’épouser, pourvu qu’il consente à finir la Cléopâtre qu’il avait laissée en suspens à cause d’une querelle avec les libraires. La Calprenède y consentit, et l’obligation de finir la Cléopâtre fut un des articles du contrat de mariage.
Lorsque La Calprenède entre dans le monde, les romans précieux et le genre pastoral étaient en grande vogue. Les bergers amoureux et poètes du genre de l’Astrée d'Honoré d'Urfé étaient à l’apogée de leur gloire. La Calprenède fut un des imitateurs du maître, mais comme l'a dit Boileau « ces imitateurs s’efforçant mal à propos d’enchérir sur l’original, et prétendant ennoblir ses caractères, tombèrent dans une grande puérilité ; car au lieu de prendre comme lui pour leurs héros des bergers occupés du seul soin de gagner le cœur de leurs maitresses, ils prirent, pour leur donner cette occupation, des princes et des rois. Ils les peignirent pleins du même esprit que ses bergers, ayant, à leur exemple, fait comme une espèce de vœu de ne parler et de n’entendre jamais parler que d’amour ; de sorte qu’au lieu que d'Urfé de bergers très frivoles avait fait des héros de romans très considérables, ces auteurs, au contraire, des héros les plus considérables de l’histoire firent des bergers très frivoles. »
Quoique les ouvrages  de La Calprenède soient ensuite tombés dans l’oubli, il est l'un des auteurs les plus féconds de son époque, et il eut cependant, en son temps, de nombreux admirateurs, et acquit une certaine célébrité pour son œuvre romanesque très apprécié à son époque. On a pu lui reprocher une prolixité qui rend ennuyeuse la lecture de ses romans, et surtout d’avoir fait rarement parler ses personnages suivant leur rang et leur caractère historique. C’est surtout le défaut dont l’a accusé Boileau. Marie de Sévigné a également dit que : « Le style de La Calprenède est maudit en mille endroits ; de grandes périodes de romans, de méchants mots. » Malgré ces jugements, La Calprenède s’est distingué, nonobstant son style et diffus et surabondant, des autres romanciers pastoraux du XVIIe siècle, par une imagination féconde et brillante, et l’élévation de son caractère passe souvent dans ses écrits.

De 1642 à 1645 est publié son roman Cassandre (10 vol. in-8o). Entre 1646 et 1657, il fait paraître les douze volumes in-8° de Cléopâtre. Guéret et Titon du Tillet vantent le style noble et élégant de ce roman, dont Niceron convient « qu’il a été composé avec moins de précipitation et plus d’art que les précédents » Tout en blâmant leur exagération, Boileau rendit, en quelque sorte, justice à l’énergie des sentiments de La Calprenède, à propos de ce roman :

« Souvent, sans y penser, un écrivain qui s’aime
Forme tous ses héros semblables a lui-même
Tout a l’humeur gasconne en un auteur gascon.
Calprenède et Juba parlent du même ton »

— L’Art poétique, chant III.
Marie de Sévigné écrivait à sa fille : « Cléopâtre va son train, sans empressement toutefois ; c'est aux heures perdues. C’est ordinairement sur cette lecture que je m’endors. Le caractère m’en plaît beaucoup plus que le style. Pour les sentiments, j’avoue qu’ils me plaisent et qu’ils font d’une perfection qui remplit mon idée sur la belle âme. Vous savez aussi que je ne hais pas les grands coups d’épée. » En 1671, elle ajoutait : « Je n’ose pas vous dire que je suis revenue à Cléopâtre, à ce La Calprenède, et que, par le bonheur que j’ai de n’avoir point de mémoire, cette lecture me divertit encore. Cela est épouvantable ; mais vous savez que je ne m’accommode guère de toutes les pruderies qui ne me sont pas naturelles ; et comme celle de ne plus aimer ces livres-là ne m’est pas encore arrivée, je me laisse divertir sous prétexte de mon fils, qui m’a mise en train. La beauté des sentiments, la violence des passions, la grandeur des événements et le succès miraculeux des redoutables épées des héros, tout cela m’entraîne comme une petite fille. » La Harpe trouvait dans Cléopâtre des caractères fortement dessinés ; il cite en ce genre celui d’Artaban, qui a donné naissance à un proverbe devenu populaire : « fier comme Artaban ». La mort de La Calprenède ayant laissé cet ouvrage incomplet, Pierre Ortigues de Vaumorière crut devoir le continuer et y ajouter cinq nouveaux volumes.
En 1661, il avait donné un Faramond, ou l’histoire de France (Paris, 1661, 7 vol. in-8o) et son Silvandre est perdu. En 1661, il publia, sous le nom de sa femme, les Nouvelles ou les Divertissements de la princesse Alcidiane. On blâme surtout ces défauts dans Cassandre ; Paris, 1642, 1648, 1654, 1660, 10 vol. in-8o ; — La Cléopâtre ; Paris, 1647, 10 vol. in-8o ; en Hollande, 1648, et Paris, 1656, 1662, 12 vol. in-8o, en 23 vol. ¡11-12.
La Calprenède a aussi écrit pour le théâtre. En 1636, il fit jouer la tragédie la Mort de Mithridate, représentée pour la première fois le jour des Rois. À la fin de la pièce, Mithridate prend une coupe empoisonnée, et, après avoir délibéré quelque temps, il dit en avalant le poison : « Mais c’est trop différer » Le parterre acheva le vers en s’écriant : « Le roi boit ! le roi boit ! », ce qui fit rire aux éclats le parterre au moment le plus pathétique. À ces mots, la toile tomba, et la pièce avec elle.
En 1637, il donna Bradamante, tragi-comédie ; Clarionte, ou le sacrifice sanglant ; en 1638, Jeanne d’Angleterre ; en 1639, le Comte d’Essex, œuvre qui n’est pas sans mérite dont Boyer et Thomas Corneille, qui traitait La Calprenède d’incomparable auteur, s’est inspiré en partie pour sa tragédie du même nom ; La Mort des enfants d'Hérode ou la Suite de la Mariane (la tragédie de Tristan L'Hermite qui, en 1636-1637, avait balancé le succès du Cid) ; en 1640, Édouard, roi d’Angleterre ; en 1642, Phalante ; en 1643, Herménégilde, tragédie en prose ; en 1659, Bélisaire.
Si les tragédies de La Calprenède ne sont pas très régulièrement construites, elles ne manquent pas d’un certain mérite et La Calprenède conserva longtemps sa réputation. Le cardinal de Richelieu s’étant fait lire une de ces tragédies, dit que la pièce était bonne, mais que les vers en étaient lâches. « Comment, lâches ! dit l’auteur, cadédis ! il n’y a rien de lâche dans la maison de La Calprenède ! » Cette saillie remit le ministre en belle humeur. Il se vantait d’acheter un cahier de papier trois sous et de le revendre cent écus. « Ne parlez pas si haut, si mon père savait que je me suis fait poète, déclara-t-il à la première de Mithridate, en 1635, il me déshériterait ».

En mars 1663, La Calprenède, étant au château de Morfontaine fut grièvement blessé et défiguré par l’explosion d’un fusil avec lequel il s’amusait, dit-on à donner des preuves d’adresse au tir. Dans sa Muse historique du 31 mars 1663, Jean Loret parle d’un accident qui lui est arrivé : 
L’illustre de la Calprenède,

Dont l’excellent esprit possède

Des talens rares et charmans

Pour les vers et pour les romans,

Et qui d’ailleurs est fort brave homme,

Ou plutôt brave gentilhomme,

Ces jours passés, en un cadeau

Contenant maint objet fort beau,

Voulut par un coup de justesse

Montrer aux dames son adresse.

Mais, soit que le canon

De son fusil crevât ou non

(L’on ne m’a pas bien dit la chose),

Qui s’enflamma, qui s’emporta,

Droit au visage lui sauta…
La Calprenède survécut six mois à cet accident, qui fut suivi d’un plus grave encore et plus fâcheux. Dans sa gazette du 20 octobre, Loret relate la mort de La Calprenède, revenant de Normandie, où sa femme possédait de belles terres, lorsque son cheval fit un faux pas ; La Calprenède le releva trop vivement, et en reçut un coup de tête dont il mourut peu de jours après, dans la maison d’un de ses amis, où il avait été transporté. Sa femme ne fut donc pour rien dans sa mort.

## Une renommée en dehors de France
Plusieurs œuvres de La Calprenède ont pour sujet l'histoire de l'Angleterre (Jeanne, Édouard, le Comte d'Essex...). Charles Cotterell traduisit en anglais à partir de 1652 Cassandre. Dans son journal intime, le critique Samuel Pepys, trouvait ce texte supérieur à Hudibras (16 novembre au 5 mai 1669).

## Œuvres en ligne
- Le Clarionte, ou le Sacrifice sanglant, 1637
- La Mort de Mitridate, 1637
- La Bradamante, 1637
- Le Comte d’Essex, 1638
- Jeanne, reyne d’Angleterre, 1638
- La Mort des enfants d’Hérodes, ou Suite de Mariane, 1639
- Édouard, 1640
- Phalante, 1642
- Herménigilde, 1643
- Cassandre, 1642-1645
- Cléopâtre, 1652